# Tour Colombia
El Tour Colombia (oficialmente: Tour Colombia 2.1 y llamada anteriormente Colombia Oro y Paz) es una carrera ciclista profesional por etapas realizada en Colombia, y que recorre distintas zonas del país.
La primera edición se realizó en el año 2018, como parte del UCI America Tour bajo la categoría 2.1, siendo ganada por el colombiano Egan Bernal.

## Historia
La prueba surgió como parte de una iniciativa de la empresa privada y la Federación Colombiana de Ciclismo apoyada por el gobierno de Colombia, así como del de otras empresas y gobernaciones departamentales, para tener en el país una carrera ciclística por etapas de primer nivel, en la cual participen las principales figuras del ciclismo mundial, comenzando por los ciclistas colombianos que corren en equipos UCI WorldTeam, para lo cual se requería contar con una competencia mínimo de Categoría Continental 2.1. Para esto, la Federación presentó en enero de 2017 a la Unión Ciclista Internacional (UCI) la propuesta para crear la carrera Colombia Oro y Paz 2.1, obteniendo la aprobación de la UCI en abril de ese año como parte del circuito Continental UCI America Tour 2018.
Su primera edición en 2018 recorrió el departamento del Valle del Cauca y el Eje Cafetero, con un breve paso por el norte del departamento del Cauca. Con el objetivo de llevar la carrera a diferentes zonas de la geografía nacional, la Federación Colombiana de Ciclismo previó que, año tras año, la prueba recorra distintas regiones y departamentos del país tales como: Antioquia (2019), Boyacá, Cundinamarca y Bogotá (2020) y el Caribe Colombiano (2021, cancelada por Covid-19 en Colombia).
Con el cambio de gobierno en agosto de 2018, el estado colombiano pasó a ser el patrocinador principal de la carrera para las ediciones de 2019 a 2022 cambiando el nombre de la prueba de Colombia Oro y Paz al de Tour Colombia conservando la categoría Continental 2.1. Así mismo, se anunció que el maillot que identifica al líder de la prueba pasará de ser de color rosado a naranja, en alusión al concepto de economía naranja promovido por el nuevo gobierno.

## Palmarés
| Año                | Ganador            | Segundo                | Tercero                |           |
| ------------------ | ------------------ | ---------------------- | ---------------------- | --------- |
| Colombia Oro y Paz |                    |                        |                        |           |
| 2018               | Egan Bernal        | Nairo Quintana         | Rigoberto Urán         |           |
| Tour Colombia 2.1  |                    |                        |                        |           |
| 2019               | Miguel Ángel López | Iván Ramiro Sosa       | Daniel Felipe Martínez |           |
| 2020               | Sergio Higuita     | Daniel Felipe Martínez | Jonathan Caicedo       |           |
| 2021               | cancelada          | cancelada              | cancelada              | cancelada |
| 2022               | cancelada          | cancelada              | cancelada              | cancelada |
| 2023               | cancelada          | cancelada              | cancelada              | cancelada |
| 2024               | Rodrigo Contreras  | Richard Carapaz        | Jonathan Caicedo       |           |

## Palmarés por países
| País     | Victorias | 2.º lugar | 3.º lugar | Total | Último vencedor           |
| -------- | --------- | --------- | --------- | ----- | ------------------------- |
| Colombia | 4 (4)     | 3         | 2         | 9     | Rodrigo Contreras en 2024 |
| Ecuador  | -         | 1         | 2         | 3     | -                         |

- Entre paréntesis el número de ciclistas diferentes que han conseguido victorias para cada país.

## Transmisión por televisión
La primera edición se transmitió para Colombia por televisión abierta en el canal Señal Colombia.
Desde la segunda edición se transmite para Colombia y Latinoamérica a través del canal de televisión por suscripción estadounidense ESPN. Desde la cuarta edición se transmite para la señal abierta por el Canal RCN.